# While She Sleeps
While She Sleeps is een Engelse metalcoreband uit Sheffield. De band werd in 2006 opgericht in Sheffield en bestaat uit Lawrence Taylor, Sean Long, Mat Welsh, Aaran McKenzie en Adam Savage.
In 2010 werd hun eerste ep uitgebracht, waarna twee studioalbums volgden. Hun derde album You Are We kwam uit op 21 april 2017. While She Sleeps ontving de prijs voor beste Britse nieuwkomer tijdens de Kerrang! Awards in 2012. In maart 2019 kwam het vierde album SO WHAT? uit. De band toerde al met bands als Bring Me The Horizon, Parkway Drive, Asking Alexandria en Architects en gaven een optreden op enkele Nederlandse en Belgische festivals, waaronder Graspop en Jera On Air.

## Discografie
- And This Is Just the Start (2006, ep)
- Split (2009, ep)
- The North Stands for Nothing (2010, ep)
- This is the Six (2012)
- Brainwashed (2015)
- You Are We (2017)
- SO WHAT? (2019)
- Sleeps Society (2021)
- Self Hell (2024)

## Videografie
| Nummer                    | Jaar | Album                                                             | Regisseur(s)                |
| ------------------------- | ---- | ----------------------------------------------------------------- | --------------------------- |
| "Crows"                   | 2011 | The North Stands for Nothing                                      | Tom Welsh                   |
| "Be(lie)ve"               | 2011 | The North Stands for Nothing (Deluxe Edition) and This Is the Six | Tom Welsh                   |
| "This Is the Six"         | 2012 | This is the Six                                                   | Tom Welsh                   |
| "Dead Behind the Eyes"    | 2012 | This is the Six                                                   | GETDELUXE Films             |
| "Seven Hills"             | 2012 | This is the Six                                                   | Tom Welsh                   |
| "Our Courage, Our Cancer" | 2012 | This is the Six                                                   | Stuart Birchall             |
| "Death Toll"              | 2013 | This Is the Six (Deluxe Edition)                                  | Ben Thornley & Paul Burrows |
| "New World Torture"       | 2014 | Brainwashed                                                       |                             |
| "Four Walls"              | 2014 | Brainwashed                                                       | Tom Welsh                   |
| "Our Legacy"              | 2015 | Brainwashed                                                       | Tom Welsh                   |
| "Brainwashed"             | 2015 | Brainwashed                                                       |                             |
| "Civil Isolation"         | 2016 | You Are We                                                        |                             |
| "Hurricane"               | 2016 | You Are We                                                        | Tom Welsh                   |
| "You Are We"              | 2017 | You Are We                                                        |                             |
| "Silence Speaks"          | 2017 | You Are We                                                        | Tom Welsh & Taylor Fawcett  |
| "Feel"                    | 2017 | You Are We                                                        | Aaran McKenzie              |
| "Empire of Silence"       | 2017 | You Are We                                                        | Ryan Chang                  |
| "Steal the Sun"           | 2017 | You Are We                                                        | Ryan Chang & Mat Welsh      |
| "Anti-Social"             | 2018 | SO WHAT?                                                          | Tom Welsh & Taylor Fawcett  |
| "Haunt Me"                | 2018 | SO WHAT?                                                          | Aaran McKenzie              |
| "The Guilty Party"        | 2019 | SO WHAT?                                                          | Tom Welsh & Taylor Fawcett  |
| "Elephant"                | 2019 | SO WHAT?                                                          | Aaran McKenzie              |
| "I've Seen It All"        | 2019 | SO WHAT?                                                          | Aaran McKenzie              |
| "Fakers Plague"           | 2019 | Sleeps Society (Deluxe Edition)                                   |                             |
| "Gates of Paradise"       | 2020 | So What?                                                          | Aaran McKenzie              |
| "Sleeps Society"          | 2020 | Sleeps Society                                                    |                             |
| "You Are All You Need"    | 2021 | Sleeps Society                                                    |                             |
| "Nervous"                 | 2021 | Sleeps Society                                                    |                             |
| "Eye to Eye"              | 2022 | Sleeps Society (Deluxe Edition)                                   | Aaran McKenzie              |
| "Self Hell"               | 2023 | Self Hell                                                         |                             |
| "To the Flowers"          | 2024 | Self Hell                                                         | While She Sleeps            |

## Prijzen en nominaties
- While She Sleeps (2012) gewonnen in de categorie voor beste Britse nieuwkomer